# Guvernul Nicolae Kretzulescu (1)
Guvernul Nicolae Kretzulescu (Crețulescu) (1) a fost un consiliu de miniștri care a guvernat Principatele Unite ale Moldovei și Țării Românești în perioada 24 iunie 1862 - 11 octombrie 1863 sub conducerea prim-ministrului Nicolae Kretzulescu.

## Componență
- Președintele Consiliului de Miniștri

Nicolae Kretzulescu - Crețulescu - (24 iunie 1862 - 11 octombrie 1863)
- Ministrul de interne

Nicolae Kretzulescu - Crețulescu - (24 iunie 1862 - 11 octombrie 1863)
- Ministrul de externe

Alexandru Cantacuzino (24 iunie - 30 septembrie 1862)
General Ioan Gr. Ghica (30 septembrie 1862 - 17 august 1863)
Nicolae Rosetti-Bălănescu (17 august - 11 octombrie 1863)
- Ministrul finanțelor

Teodor Ghica (24 iunie - 12 iulie 1862)
ad-int. Alexandru Cantacuzino (12 iulie - 30 septembrie 1862)
Alexandru Cantacuzino (30 septembrie 1862 - 16 martie 1863)
ad-int. Constantin I. Iliescu (16 martie - 31 iulie 1863)
Constantin I. Iliescu (31 iulie - 11 octombrie 1863)
- Ministrul justiției

Dimitrie Cornea (24 iunie - 30 decembrie 1862)
Nicolae Kretzulescu - Crețulescu - (30 decembrie 1862 - 14 iunie 1863)
Barbu Bellu (14 iunie - 8 august 1863)
ad-interim Nicolae Kretzulescu - Crețulescu -   (8 - 15 august 1863)
Dimitrie P. Vioreanu (15 august - 11 octombrie 1863)
- Ministrul cultelor

Gheorghe Crețeanu (24 iunie - 16 iulie 1862)
Nicolae Dim. Racoviță (16 iulie - 30 decembrie 1862)
General Christian Tell (30 decembrie 1862 - 26 mai 1863)
ad-int. Alexandru Odobescu (26 mai - 31 iulie 1863)
Alexandru Odobescu (31 iulie - 11 octombrie 1863)
- Ministrul de război

Gen. Ioan Gr. Ghica (24 iunie - 30 septembrie 1862)
Gen. Ioan Em. Florescu (30 septembrie 1862 - 11 octombrie 1863)
- Ministrul lucrărilor publice

Alexandru Em. Florescu (24 iunie - 7 iulie 1862)
ad-int. Dimitrie Cornea (7 iulie - 11 octombrie 1862)
Alexandru Șt. Catargiu (11 octombrie 1862 - 11 octombrie 1863)
- Ministrul controlului

Alexandru Șt. Catargiu (24 iunie - 11 octombrie 1862)
ad-int. Alexandru Șt. Catargiu (24 iunie - 11 octombrie 1862)

## A se vedea și
- Guvernul Nicolae Kretzulescu (București), Principatul Munteniei în perioada 27 martie - 6 septembrie 1859
- Guvernul Nicolae Kretzulescu (1), România în perioada 24 iunie 1862 - 11 octombrie 1863
- Guvernul Nicolae Kretzulescu (2), , România în perioada 14 iunie 1865 - 11 februarie 1866
- Guvernul Constantin Al. Crețulescu (București), Principatul Munteniei în perioada 27 martie - 6 septembrie 1859
- Guvernul Constantin Al. Crețulescu, România în perioada 1 martie - 5 august 1867

## Sursă
- Stelian Neagoe - "Istoria guvernelor României de la începuturi - 1859 până în zilele noastre - 1995" (Ed. Machiavelli, București, 1995)

| Precedat(ă) de: Guvernul Barbu Catargiu | Guvernul Nicolae Krezulescu (1) 24 iunie 1862 - 11 octombrie 1863 | Succedat(ă) de: Guvernul Mihail Kogălniceanu |